# Bühlertalbahn
| Kursbuchstrecke: | 305f (1944) 302c (1946) |                             |                             |
| Streckenlänge: | 5,97 km                 |                             |                             |
| Spurweite: | 1435 mm (Normalspur)    |                             |                             |
| Maximale Neigung: | 34 ‰                    |                             |                             |
| Minimaler Radius: | 188 m                   |                             |                             |
| Streckengeschwindigkeit: | 40 km/h                 |                             |                             |
| |                         |                             |                             |
| \| \| \| Rheintalbahn von Karlsruhe \| \| \| \| 0,0 \| Bühl (Baden) \| Bühl (Baden) \| \| \| \| Rheintalbahn nach Offenburg \| \| \| \| 1,8 \| Kappelwindeck \| Kappelwindeck \| \| \| 3,3 \| Altschweier \| Altschweier \| \| \| 4,8 \| Bühlertal \| Bühlertal \| \| \| 5,9 \| Oberbühlertal \| Oberbühlertal \| |                         |                             |                             |
| Strecke |                         | Rheintalbahn von Karlsruhe  | Rheintalbahn von Karlsruhe  |
| Bahnhof | 0,0                     | Bühl (Baden)                | Bühl (Baden)                |
| Abzweig ehemals geradeaus und nach rechts |                         | Rheintalbahn nach Offenburg | Rheintalbahn nach Offenburg |
| Bahnhof (Strecke außer Betrieb) | 1,8                     | Kappelwindeck               | Kappelwindeck               |
| Bahnhof (Strecke außer Betrieb) | 3,3                     | Altschweier                 | Altschweier                 |
| Bahnhof (Strecke außer Betrieb) | 4,8                     | Bühlertal                   | Bühlertal                   |
| Kopfbahnhof Streckenende (Strecke außer Betrieb) | 5,9                     | Oberbühlertal               | Oberbühlertal               |

Die Bühlertalbahn war eine 5,97 Kilometer lange private Nebenbahn, die von Bühl nach Bühlertal-Obertal führte.

## Geschichte

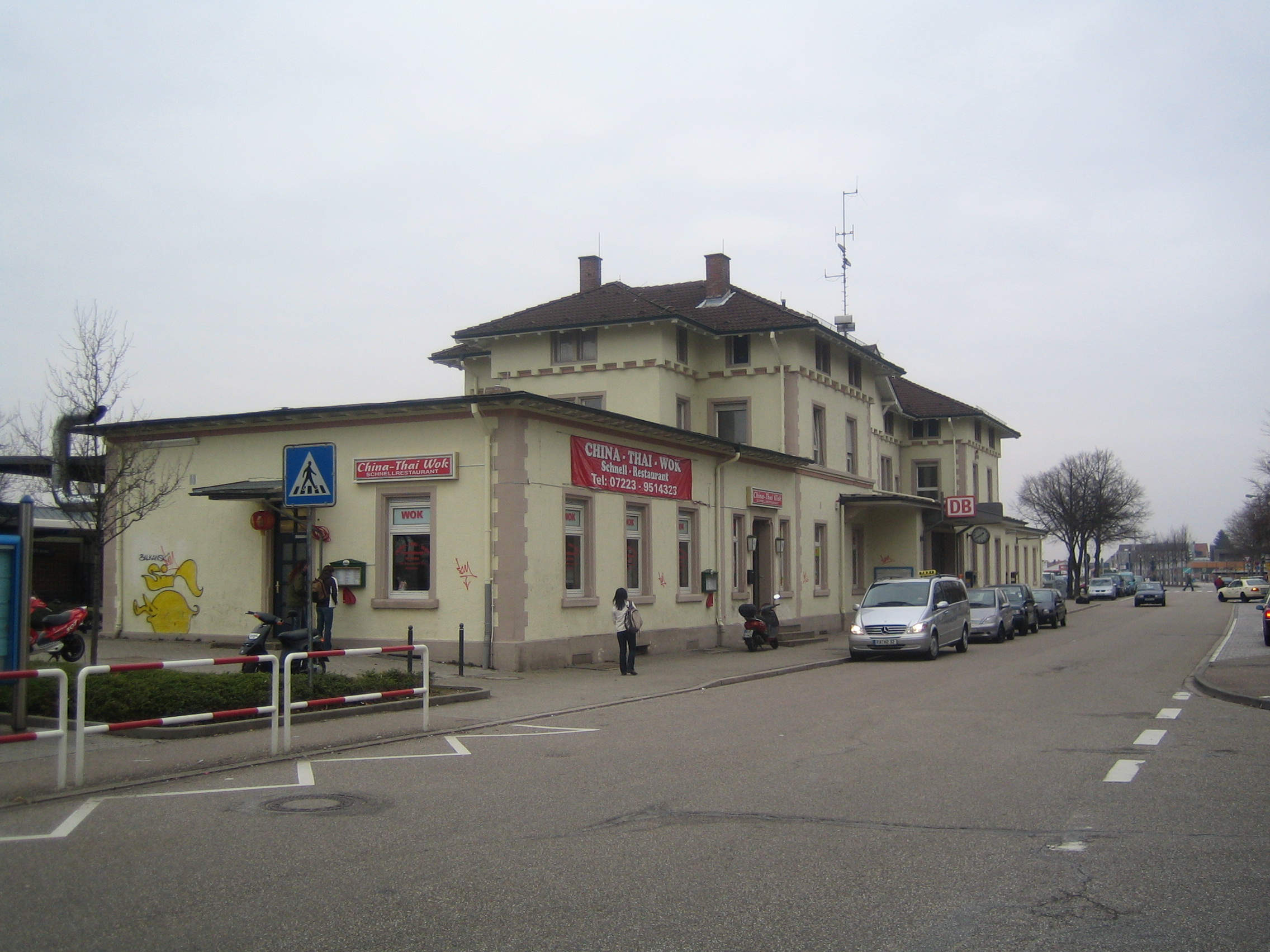
Bahnhof Bühl (Baden), Ausgangspunkt der Bühlertalbahn

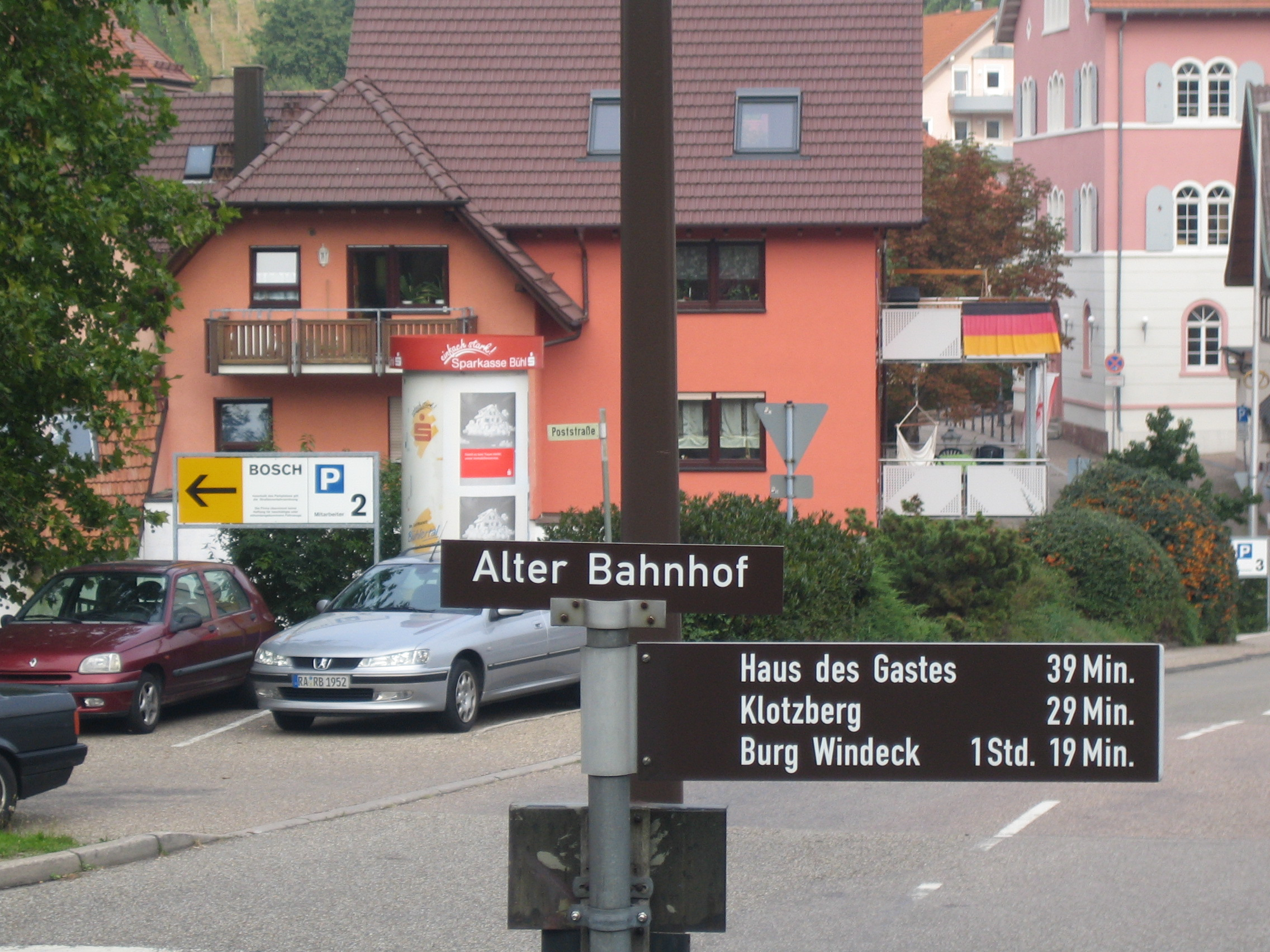
Hinweisschild auf den früheren Bf Bühlertal

In den 1880er Jahren war die Sägerwerksindustrie in Bühlertal so stark gewachsen, dass sich mehrere Besitzer von Sägewerken eine Eisenbahn zum Abtransport des verarbeiteten Holzes wünschten. Sägewerksbesitzer Konrad Kern war einer der führenden Männer, die eine Fachkommission zum Bau einer Nebenbahn zwischen Bühlertal und Bühl bildeten. Mit nur einer Stimme Mehrheit bewilligte der Bühlertaler Bürgerausschuss den Zuschuss zum Bahnbau, die Genehmigung wurde am 4. Juni 1894 erteilt.
Sie wurde am 28. Dezember 1896 für den Güterverkehr und am 27. Januar 1897 für den Personenverkehr eröffnet. Es wurden Dampfloks der Gattung T 3, die von der Maschinenbau-Gesellschaft Karlsruhe hergestellt wurden.

Erbaut und betrieben wurde die Bahn zunächst von der Westdeutschen Eisenbahn-Gesellschaft, die zum Lenz-Konzern gehörte. Schon 1898 ging sie auf die Badische Lokal-Eisenbahn-Gesellschaft (BLEAG) über. Die Deutsche Eisenbahn-Betriebsgesellschaft (DEBG), die seit dem 1. Januar 1932 Eigentümerin und Betreiberin war, legte am 31. Dezember 1956 den Personenverkehr still. Mit der Einstellung des geringen Güterverkehrs am 31. August oder 15. September 1958 war das Ende für die Bühlertalbahn gekommen. Die Strecke ist heute komplett abgebaut. Ein Teil der früheren Trasse zwischen Bühlertal und Altschweier wurde durch einen Autobahnzubringer ersetzt, der Bühlertal an die Autobahn A5 anschließt.